# Pokémon the Movie: Sức mạnh của chúng ta
Pokémon the Movie: Sức mạnh của chúng ta là một bộ phim anime phiêu lưu Nhật Bản ra mắt vào năm 2018 dựa trên nhượng quyền truyền thông thương hiệu Pokémon của Tajiri Satoshi, sản xuất bởi OLM, Inc. và Wit Studio và được phân phối bởi Toho. Đây là bộ phim thứ 21 trong vũ trụ Pokémon và là bộ phim thứ hai trong loạt Dòng thời gian thay thế. Bộ phim được đạo diễn bởi Yajima Tetsuo,  được viết bở Umeharai Eiji và Takaha Aya, có sự tham gia lồng tiếng bởi Matsumoto Rika, Ōtani Ikue, Hayashibara Megumi, Miki Shin'ichiro, Inuyama Inuko, Kawaei Rina, Ashida Mana, Ōkura Koji, Hamada Gaku, Nozawa Masako, Yamadera Kōichi, và Minase Inori. Trong phim, một số người và các Pokémon của họ phải phối hợp với nhau để ngăn chặn một đám cháy rừng và một bào tử độc hại đe dọa thành phố Fula và những Pokémon gần đó.
Phim được phát hành tại Nhật Bản vào ngày 13 tháng 7 năm 2018. The Pokémon Company và Fathom Events đã phát hành bộ phim trên một sân khấu hạn chế ở một số quốc gia được chọn vào ngày 24 tháng 11 năm 2018. Đây là bộ phim Pokémon thời Heisei cuối cùng, được phát hành 9 tháng trước khi truyền ngôi Thiên hoàng ở Nhật Bản vào năm 2019. Tại Việt Nam phim khởi chiếu vào ngày 16 tháng 11 năm 2018 với hai phiên bản phụ đề và lồng tiếng, phần lồng tiếng được thực hiện bởi Công ty Trách nhiệm Hữu hạn Ace Media.

## Nội dung
Thành phố Fula được thành lập trên vùng đất cằn cỗi được con người phát triển sau khi Pokémon huyền thoại Lugia ban cho họ sức mạnh của gió. Lễ hội gió được tổ chức hàng năm.
50 năm trước, khu rừng núi gần đó chìm trong biển lửa do con người phá rừng để tìm kiếm Pokémon Zeraora bí ẩn. Hisui, người phụ nữ xây dựng nhà máy điện gió, đã bị bỏng tay khi không cứu được Bulu của mình khỏi cối xay gió đang bốc cháy; bà chỉ có thể lấy được chìa khóa để khởi động tuabin mà Bulu đang giữ. Điều này dẫn đến việc bà ấy trở nên xa cách với Pokémon. Lugia được gọi đến để dập tắt đám cháy. Với hy vọng bảo vệ Zeraora khỏi loài người, Thị trưởng của thành phố Fula đã nói dối rằng Zeraora đã chết và nguyền rủa ngọn núi. Bí mật này được giữ bởi người kế nhiệm của thị trưởng cũ, Oliver. Ở hiện tại, con gái của Oliver là Largo chăm sóc Zeraora sau khi nó bị thương khi cứu Largo và hai Pokémon khác khỏi một trận lở đá ở chân đồi.
Cựu vận động viên điền kinh Lisa đồng ý tham dự lễ hội để bắt một con Eievui hoang dã cho em trai Riku. Satoshi và Pikachu của cậu tham dự lễ hội và tham gia cuộc thi bắt Pokémon. Kagachi tham dự lễ hội với chị gái Mia và con gái Lily. Lily bị suy giảm khả năng miễn dịch, vì vậy Kagachi bịa ra những câu chuyện cổ tích về việc anh ta trở thành nhà huấn luyện viên giỏi nhất dù anh ta thậm chí không có Pokémon nào. Hisui, giờ đã là một bà lão, vì bị tinh chất từ chiêu Pokémon Hương Thơm Ngọt Ngào đổ lên người, khiến cho Pokémon sẽ theo bà ấy bất cứ nơi nào bà đi.
Nhận được sự giúp đỡ từ nhà khoa học nhút nhát Torito,  Kagachi quyết định thực hiện bài phát biểu của Torito tại phòng thí nghiệm của mình để đổi lấy việc Torito đã giúp anh ta chiến thắng trong cuộc thi bắt Pokémon. Một Usokkie của Kagachi bắt đầu theo dõi anh ta. Kagachi bắt đầu khoe khoang về một Pokémon hiếm trong rừng khiến mọi người tò mò, nhưng Largo lại lo lắng. Satoshi xếp thứ hai, và giúp Lisa bắt được Eievui.
Băn khoăn về số lượng Pokémon theo dõi cô, Hisui đến gặp Torito hỏi xin thuốc giải, nhưng nói rằng sẽ mất thời gian bà ở lại với anh ta. Kagachi không thể tham gia bài phát biểu. Torito cố gắng tự mình thuyết trình, nhưng vô tình phát cảnh anh ấy giúp đỡ Kagachi tại cuộc thi kịp thời cho mọi người xem. Bực bội vì những lời nói dối của chú mình, Lily ngất đi vì kiệt sức. Băng Hỏa Tiễn ăn cắp một lọ chiêu thức Hiệu ứng Bào Tử từ phòng thí nghiệm. Tuy nhiên, bộ ba vô tình đánh mất nó trong rừng.
Largo đánh cắp ngọn lửa vĩnh cửu, một ánh đèn được thắp trên tháp cao nhất trong thành phố để liên lạc với Lugia, nhằm ngăn chặn lễ hội và giữ cho Zeraora được an toàn và không bị biết tới. Largo cố gắng bảo vệ Zeraora khỏi hai kẻ săn trộm, nhưng họ đã được Satoshi và những người bạn của cậu giải cứu kịp thời. Đột nhiên, chai Hiệu ứng Bào Tử bị vỡ và nhấn chìm phần lớn khu rừng và thành phố và cả nhóm quyết định hợp tác cùng nhau để ngăn chặn nó.
Kagachi phát hiện ra Mia và Lily bị mắc kẹt trong một chiếc thuyền gondola trong khi thành phố đang bị nhấn chìm và chính Usokkie cũng muốn được anh ta thu phục để họ có thể cứu thành phố. Torito đến phòng thí nghiệm và làm việc để chế tạo một loại thuốc giải độc cho Bào tử Hiệu ứng đang đe dọa thành phố. Một ngọn lửa bất ngờ bùng phát trong rừng, làm sập nguồn điện, nhưng Torito đã sử dụng Quả Ramu của Băng Hỏa Tiễn để tạo ra thuốc giải.
Zeraora thức tỉnh và bắt đầu giải cứu Pokémon. Trong khi Satoshi và Largo quyết định đi theo nó, Lisa được giao nhiệm vụ mang ngọn lửa vĩnh cửu trở lại tòa tháp. Satoshi và Pikachu cuối cùng đấu với Zeraora, Pokémon vẫn không tin tưởng vào con người, nhưng Satoshi và Largo đã vượt qua điều đó và cố gắng giúp dập tắt ngọn lửa. Torito đến nhà máy điện để đưa thuốc giải độc cho Kagachi, người đã ném nó vào tuabin trong khi Hisui và Pokémon xoay các lưỡi quạt gió. Lisa đưa ngọn lửa vĩnh cửu lên đỉnh tháp, và Lugia đến để dập lửa. Thị trưởng Oliver thu hồi lời nói dối về sự biến mất của Zeraora và tuyên bố rằng các công dân sẽ sống hòa bình cùng với nó.
Trong phần cảnh cuối, phát thanh viên của Kênh Pokémon được tiết lộ là Riku khi Lisa yêu cầu được biết bằng cách nào anh ấy biết cô ấy ở đâu. Satoshi và Pikachu tiếp tục cuộc hành trình phiêu lưu của họ.

## Diễn viên
| Nhân vật (Tên bản tiếng Anh) | Tiếng Nhật         | Tiếng Anh             | Tiếng Việt      |
| ---------------------------- | ------------------ | --------------------- | --------------- |
| Satoshi (Ash Ketchum)        | Matsumoto Rika     | Sarah Natochenny      | Hoàng Khuyết    |
| Pikachu                      | Ōtani Ikue         | Ōtani Ikue            | Ōtani Ikue      |
| Musashi (Jessie)             | Hayashibara Megumi | Michele Knotz         | Huyền Chi       |
| Kojiro (James)               | Miki Shin'ichirō   | James Carter Cathcart | Tiến Đạt        |
| Nyarth (Meowth)              | Inuyama Inuko      | James Carter Cathcart | Anh Tuấn        |
| Người dẫn chuyện             | Ishizuka Unshō     | Rodger Parsons        | Tiến Đạt        |
| Lisa (Risa)                  | Kawaei Rina        | Haven Paschall        | Hoàng Yến Chibi |
| Largo (Margo)                | Ashida Mana        | Erica Schroeder       | Huyền Chi       |
| Kagachi (Callahan)           | Ōkura Kōji         | Billy Bob Thompson    | Trần Vũ         |
| Torito (Toren)               | Hamada Gaku        | Eddy Lee              | Anh Tuấn        |
| Hisui (Harriet)              | Nozawa Masako      | Kathryn Cahill        | Huyền Chi       |
| Zeraora                      | Yamadera Kōichi    | Pete Zarustica        | Minh Vũ         |
| Lily (Kelly)                 | Minase Inori       | Laurie Hymes          | Kiêm Tiến       |
| Mia                          | Shimamura Yū       | Martha Harms          | Quốc Tín        |
| Riku (Rick)                  | Nakagawa Shōko     | Lianne Marie Dobbs    | Bá Nghị         |
| Thị trưởng Oliver            | Yamadera Kōichi    | Marc Thompson         | Thúy Quỳnh      |

## Sản xuất
Bộ phim được công bố lần đầu vào ngày 10 tháng 12 năm 2017 trong chương trình tạp kỹ Oha Suta của TV Tokyo, dưới tiêu đề Gekijō-ban Pocket Monster 2018 (劇場版 ポケットモンスター 2018 Gekijō-ban Poketto Monsutā 2018, Phim Pokémon 2018), cho biết một thiết kế nhân vật mới cho nhân vật chính Satoshi của bộ phim cùng với một nhân vật mới chưa được đặt tên. Phim cũng xoay quanh Pokémon huyền thoại Lugia. Cùng với việc tiết lộ bộ phim, Wit Studio (Nhà sản xuất Đại chiến Titan) đã được xác nhận là đồng sản xuất và làm hoạt hình cho bộ phim. Một đoạn trailer mới của phim đã được phát hành vào ngày 27 tháng 2 năm 2018, tiết lộ 5 nhân vật mới đồng hành cùng Satoshi trong phim bên cạnh nhân vật mới bí ẩn; tiêu đề ban đầu của bộ phim cũng đã được tiết lộ. Các nhân viên cũng tiết lộ rằng Yuyama Kunihiko là giám sát hoạt hình của bộ phim, đánh dấu lần đầu tiên anh không đạo diễn một bộ phim về Pokémon trong sự nghiệp của mình. Cùng với một đạo diễn khác, Umehara Eiji và Takaha Aya cũng viết kịch bản cho bộ phim.

## Âm nhạc
Nhà soạn nhạc sê-ri thường xuyên Miyazaki Shinji viết nhạc nền phim. Porno Graffitti trình diễn chủ đề kết thúc của bộ phim, "Breath". Đối với bản phát hành quốc tế, nhà soạn nhạc Ed Goldfarb đã viết chủ đề kết thúc của bộ phim, "Sức mạnh của chúng ta", do Haven Paschall biểu diễn, có sự góp giọng của Charity Goodin và Ben Dixon.

## Phát hành

### Công chiếu tại rạp
Phim khởi chiếu tại Nhật Bản vào ngày 13 tháng 7 năm 2018, với bản phát hành rạp có giới hạn ở Vương quốc Anh, Ireland, Hoa Kỳ và Canada bắt đầu từ ngày 24 tháng 11 — ngày 1 tháng 12, cộng với buổi chiếu bổ sung vào ngày 3 tháng 12 tại Hoa Kỳ bởi Fathom Events. Phim được phát hành tại Úc và New Zealand bắt đầu từ ngày 25 tháng 11. Bản lồng tiếng Anh được chiếu lần đầu tiên tại Singapore vào ngày 12 tháng 11.

### Phương tiện gia đình
Ở Vương quốc Anh, Manga Entertainment đã phát hành ấn bản Blu-ray/DVD của phim vào ngày 19 tháng 2 năm 2019.
Tại Hoa Kỳ, bản Blu-ray/DVD được phát hành bởi Viz Media vào ngày 19 tháng 3 năm 2019.

## Tiếp nhận

### Doanh thu phòng vé
Sức mạnh của chúng ta được công chiếu vào ngày 13 tháng 7 năm 2018 tại 364 rạp ở Nhật Bản và mở màn ở vị trí thứ 2 tại phòng vé Nhật Bản, mặc dù bộ phim thu được ít hơn 3,1% so với tuần mở màn của Pokémon the Movie: Tớ chọn cậu Theo các cuộc thăm dò do Pia Cinemas thực hiện, bộ phim đã đạt được dấu ấn tại Nhật Bản. Sức mạnh của chúng ta đã dẫn đầu bảng xếp hạng phòng vé với tỷ lệ khán giả được báo cáo là 92,8%.
Sức mạnh của chúng ta đã giảm từ vị trí thứ 3 xuống vị trí thứ 4 trong cuối tuần thứ tư. Phim kiếm được 180,860,400 yên Nhật (1,62 triệu đô la Mỹ) từ Thứ Sáu đến Chủ Nhật và kiếm được tổng cộng đã tích lũy là 1,652,206,500 yên Nhật (14,88 triệu đô la Mỹ). Đến cuối tuần thứ 5, Sức mạnh của chúng ta tụt xuống vị trí thứ 9, đã thu về 2,357,352,897,60 yên Nhật (21 triệu đô la Mỹ) với 2,04 triệu lượt vé bán ra. Sức mạnh của chúng ta rơi khỏi top 10 trong cuối tuần thứ bảy, nhưng vẫn tiếp tục chiếu vài tuần sau đó. Tính đến tháng 10 năm 2019, bộ phim đã thu về tổng cộng 23,7 triệu đô la Mỹ trên toàn thế giới.

### Tiếp nhận quan trọng
Callum May của Anime News Network nói rằng bộ phim là một trong những nỗ lực thành công nhất trong việc kể nhiều câu chuyện trong cùng một bộ phim Pokémon. May cũng nói thêm, "Mặc dù cốt truyện của Zeraora cảm thấy quá quen thuộc, nhưng dàn nhân vật con người cũng như động cơ và bí mật cá nhân của họ để lại ấn tượng mạnh mẽ hơn. Có khả năng bản địa hóa [phim] sẽ không thể dịch đúng một số khía cạnh và có thể làm mất giai điệu của một số cảnh quan trọng, nhưng nếu họ xoay sở để đạt được nó, người hâm mộ Pokémon sẽ có một bộ phim nổi bật phát minh lại công thức một lần nữa".
Bản phát hành tiếng Anh nhận được nhiều đánh giá trái chiều từ các nhà phê bình, nhưng đã trở thành bộ phim Pokémon đầu tiên nhận được điểm số tích cực trên Rotten Tomatoes. Hệ thống tổng hợp kết quả đánh giá của trang Web báo cáo rằng 71% các nhà phê bình đã đánh giá tích cực bộ phim dựa trên sáu bài đánh giá, với điểm đánh giá trung bình là 5,92 / 10. Rosie Knight của IGN nói rằng, "Ngọt ngào và chân thành, Sức mạnh của chúng ta là một bộ phim phiêu lưu nhẹ nhàng và vui nhộn với những nhân vật đáng yêu, những sinh vật tuyệt vời và đủ các Pokémon cổ điển để khiến những người hâm mộ cứng cỏi nhất hài lòng". Marc Deschamps của Nintendojo đã đánh giá bộ phim điểm B+ và nói: "Câu chuyện độc lập hay; hoạt hình tuyệt vời; sự phát triển nhân vật mạnh mẽ". Josh Stevens của Anime UK News được gọi là bộ phim "một sự thay đổi nhịp độ rất cần thiết, tạo ra một bộ phim hấp dẫn ít nói về những trận chiến quái vật hào nhoáng và về những người chỉ tình cờ sống trong thế giới Pokémon hơn thế nữa. Không cần biết trước [cái gi khi] thưởng thức bộ phim này, vì vậy tôi hết lòng giới thiệu nó cho bất kỳ người hâm mộ Pokémon nào - chỉ cần nhớ ở lại sau các cảnh cuối phim!".
Ngược lại, Mike McCahill của The Guardian đã cho bộ phim một đánh giá tiêu cực và nói rằng bộ phim là "hoạt hình ngu ngốc bị mất trong sương mù quảng cáo". Eddie Harrison của List Film nói rằng bộ phim "chỉ dành cho người hâm mộ".

## Phim tiếp theo
Pokémon: Mewtwo phản công – Tiến hóa, bản làm lại CGI của Pocket Monsters the Movie: Mewtwo Strikes Back, khởi chiếu tại các rạp chiếu phim Nhật Bản vào ngày 12 tháng 7 năm 2019, do Kunihiko Yuyama và Motonori Sakakibara đạo diễn. Ngoài ra, Takeshi Shudo, người qua đời năm 2010, được ghi nhận là người viết kịch bản.
Một phim hoạt hình 2D tiếp theo truyền thống hơn, có tiêu đề Pokémon – Phim Điện Ảnh: Bí Mật Rừng Rậm, được phát hành tại Nhật Bản vào ngày 25 tháng 12 năm 2020, tiếp theo sẽ phát hành quốc tế vào năm 2021.